# 전주동물원
전주동물원은 전북특별자치도 전주시 덕진구 소리로 68(덕진동)에 있는 동물원이다. 1978년 6월 10일 문을 열었다.

## 연혁
- 1978년 4월 시민공원 결정고시(건설부 제100호)
- 1978년 6월 10일 동물원 개원
- 1990년 4월 전주시 공원관리사무소로 기구확대(소장, 2과, 4계)
- 1997년 2월 전주시 동물원으로 개편(원장, 2팀)
- 2001년 1월 팀 증설(진료팀 신설)

## 사육동물

### 현재 전시종

#### 포유류
과나코, 기니피그, 꽃사슴, 나귀, 너구리, 늑대, 다람쥐원숭이(종 불명), 다마사슴, 라마, 파타고니아 마라, 망토개코원숭이, 면양, 무플런, 미어캣, 바바리양, 아시아흑곰, 사자, 사막여우, 아메리카들소, 아시아코끼리(인도코끼리 1개체, 보르네오코끼리 1개체), 사바나얼룩말, 소(큰뿔소), 에조불곰, 엘크, 일본원숭이, 재규어, 제주마, 포니(셰틀랜드포니, 아프리카포니), 하마, 표범(종 불명), 염소(흑염소), 알락꼬리여우원숭이, 흰손긴팔원숭이, 유라시아 수달, 삵, 너구리, 남아메리카 코아티, 라쿤, 줄무늬몽구스, 기니피그, 토끼, 지브로이드(제주마 x 사바나얼룩말), 교잡 아무르호랑이, 유라시아스라소니, 브라자원숭이, 동부회색캥거루

#### 조류
유황앵무, 독수리, 닭(토종닭, 오골계), 수리부엉이, 오색청해앵무, 왕관앵무, 왜가리, 원앙, 인도공작, 청둥오리, 흰뺨검둥오리, 타조, 해오라기, 혹고니, 홍부리황새, 홍금강앵무, 청금강앵무, 흑고니, 검은머리장수앵무, 붉은모란앵무, 노란이마아마존앵무, 회색앵무

#### 파충류
안경카이만, 버마왕뱀, 설카타육지거북, 표범무늬거북, 헤르만거북

#### 어류
비단잉어, 잉어

### 백사이드 관리종
꿩, 큰고니, 닭(백자보, 로즈콤), 뿔닭, 백한, 들칠면조

### 과거 전시종
교잡 기린, 침팬지, 단봉낙타, 맨드릴, 아프리카코끼리, 검은짧은꼬리원숭이, 서벌, 페르시아표범, 눈표범, 검은목중부리새, 괭이갈매기, 교잡 벵갈호랑이, 인도표범, 흑표범, 붉은목왈라비(알비노), 줄무늬스컹크, 분홍등사다새, 흰꼬리수리, 참수리, 은여우, 올리브개코원숭이, 집비둘기(공작비둘기, 자코뱅비둘기), 염주비둘기, 개(풍산개, 진돗개, 삽살개, 독일 포인터), 단봉낙타, 돼지(미니돼지), 브라질호저, 금계(노멀, 황금계), 은계, 닭(폴리쉬, 햄버그반탐), 사탕수수두꺼비, 아프리카발톱개구리, 아홀로틀, 페닌슐라쿠터, 서던페인티드거북

## 사건사고

### 사자와 호랑이의 결투
2008년 12월 17일 오후 3시 40분께 전주동물원에 있던 수컷 사자 `청이'가 암컷 호랑이 `호비'의 목을 물어 숨지게 하는 사고가 일어났다. 이날 사고는 사육사가 던져준 먹이를 먹으려던 사자 '청이'가 관람객을 맹수로부터 보호하고자 설치해 놓은 5m 깊이의 방사장 앞 함정에 빠지자 인근 방사장에 있던 호랑이 '호비'가 함정에 뛰어들면서 일어났다. 숨진 호랑이는 지난 2004년 청주동물원에서 들여 온 여섯 살 난 시베리아산이고, 일곱 살인 사자 `청이'는 별다른 상처를 입지 않았다.

## 찾아오는 길
덕진공원 정문을 나와 연못을 끼고 동쪽으로 1km정도 가면 축구장, 배구장 등 각종 운동시설을 갖춘 체련공원과 한국소리문화의전당이 있고, 여기서 동쪽으로 인접하여 놀이시설(전주드림랜드)이 포함된 전주동물원이 나온다.

## 기타 행사
- 전주동물원 야간개장

전주동물원은 봄에 시민들이 벚꽃을 구경할 수 있도록 10시까지 야간개장을 한다. 2014년에는 4월 3일부터 4월 6일까지 진행되었다. 2016년 부로 종료되었다.

## 참조
1. ↑  독수리가 스캐빈저라는 것을 강조하는 이유로 합사중이다. 간간이 닭 울음소리에 독수리가 놀라기도 한다.
2. ↑  과거 난쟁이악어로 잘못 알려졌었다. 이후, 종 분석 결과 안경카이만임이 밝혀졌다.
3. ↑  전주동물원 야간 개장 많은 인파 전북도민일보 2014-04-07